# Škofija Trst
Tržaška škofija (latinsko Sancta Ecclesia Tergestina, italijansko Diocesi di Trieste) obstaja od leta 524. Leta 1828 ji je bila pridružena Škofija Koper, zato je takrat tržaška škofija tudi poimensko postala Škofija Trst - Koper. Koprska stolnica je imela takrat funkcijo konkatedrale ali sostolnice. 17. oktobra 1977, ko se je Koprska škofija (v novem obsegu – obsegajoča vsa primorska ozemlja v Sloveniji) ponovno izločila iz tržaške, je nastala Škofija Trst v današnji obliki, ki je teritorialno izredno okrnjena, saj se omejena le na Trst z najbližjo okolico v Italiji (ozemeljsko je celo manjša od nekdanje italijanske Tržaške pokrajine).
Škofija je podrejena Metropoliji Gorica. Tržaška škofija zdaj pokriva komaj 134 km2, ima pa kar 60 župnij.

## Zgodovina
Mesto Trst je postalo sedež škofije že v šestem stoletju, a leta 948 so škofje prišli na oblast ne samo kot predstavniki Cerkve, temveč tudi v političnem smislu. To obdobje, ki se zaključi leta 1295, je važen trenutek v razvoju mesta, čeprav se osebno ti škofje niso posebno odlikovali. Pač pa je vredno omeniti nekaj poznejših škofov, bodisi zaradi njihove osebnosti, kakor tudi v  zvezi z nekaterimim zgodovinskimi okoliščinami.
Mirovna pogodba v Aachnu iz leta 810 med Franki in Bizantinci (Vzhodnim Rimskim Cesarstvom) je med drugim začrtala dokončno mejo med evropskim vzhodom in zahodom. Tako se je Trst znašel na skrajnem robu zapadne Evrope in prvič v svoji zgodovini med dvema svetovnima taboroma. Frankovska upravna ureditev je bila fevdalna, kar je pomenilo za vso Istro, s Trstom vred, podložništvo tujcem. Prej svobodni meščani in istrski »kaštelirji« so postali fevdalni podložniki Frankov. Prekinitev pomorskih zvez z Vzhodom je povzročila zastoj trgovine, ki se je do tedaj nemoteno razvijala v mestu. 
Vsepovsod v tem delu Evrope je frankovska oblast prešla v roke germanskih plemičev in cerkvenih predstavnikov, ki so se bili takoj postavili na stran novih gospodarjev. Zaradi šibkosti centralne vlade se je oblast plemičev v kratkem tako razširila, da so kralji celo zaprosili duhovščino za pomoč in s tem odprli poglavje cerkvene nadoblasti v Evropi.

### 948–1295
O tej dobi imamo na Tržaškem malo podatkov. O zmedi, ki je nastala po smrti Karla Velikega, priča na primer listina iz leta 847, ki navaja še bizantinske zakone, čeprav je bilo mesto z Italijo vred že šestdeset let pod Franki. Zato ni čuda, da se je ohranilo le malo zapisov.
Leta 948 je kralj Lotar II. podelil tržaškemu škofu Janezu III. in njegovim naslednikom neodvisnost od prestola. Oblast je segala v razdaljo treh milj od mestnega obzidja. Ker druge istrske škofije niso prejele takega priznanja, je ta datum prelomnica v zgodovini Istre, kateri se poslej Trst več ne pripisuje. Istočasno pomeni zgodovinski začetek neodvisnosti mesta samega. 
Seveda je bilo treba najprej utrditi meje škofije, zato so se v prvih časih vrstili spopadi z vsemi večjimi in manjšimi sosedi. To so bili Devinski gospodje, Goriški grofje, Oglejski patriarhat, Istrski kaštelirji in mesto Milje.
Škofovo posvetno oblast so dopolnjevali mestni predstavniki, ki so še iz predfrankovske dobe upravljali mesto na podlagi rimske zakonodaje. O tem priča na primer listina iz naslednjega stoletja, ki jo je podpisala »Comunitas tergestinae civitatis«, sestavljena iz dvanajstih veljakov, treh sodnikov in mestnega poglavarja. Iz tega se da sklepati, da je v dvanajstem stoletju – poleg škofov, ki jih je imenovala centralna vlada – upravljala mesto »comunitas«, kar bi danes prevedli z besedo »občina«. Zanimivo je tudi, da tržaški škofje v tej dobi niso imeli knežjega naslova, kar je bila sicer navada drugod po Evropi. 
V dobrih treh stoletjih škofovskega upravljanja se mesto ni moglo dosti razviti, saj se je stalno borilo proti Benečanom. Edini vidni ostanek kulturnega zanimanja tiste dobe je katedrala. Nekateri zgodovinarji menijo, da je tudi trdnjava Svetega Justa bila zasnovana v tej dobi kot zatočišče pred Benečani, a za to nimamo dokazov. Bolj verjetno je, da so prav Benečani začeli postavljati trdnjavo v naslednjem stoletju.
V trinajstem stoletju je bila večina tržaških škofov furlanskega porekla in za časa njih vlade se je mesto približalo patriarhatu v bližnjem Ogleju, tudi z namenom, da se izogne direktni oblasti cesarja. Ko so se proti koncu stoletja vsa istrska mesta predala Benečanom, se jim je nasprotno Trst zoperstavil z uradnim zavezništvom z Oglejem. S sprejemom patriarhove nadoblasti so se škofje želeli otresti vojn z Benetkami, a premirje ni dolgo trajalo. Razen tega se je doba škofovske oblasti bližala koncu, in to zgolj iz gmotnih razlogov.

### Oblast preide v laične roke
Ker takratni zakoni niso od meščanov zahtevali, da prispevajo za kritje vojnih stroškov, je prišlo do zgodovinskega preobrata. Medtem ko so škofje popolnoma obubožali, so meščani obogateli.
Občinski možje, ki so pod škofovsko oblastjo bili le nekakšna administrativna služba mesta, so spričo finančnih težav škofije začeli oblast dobesedno kupovati. Leta 1236 je na primer škof Janez IV. prodal občini nekatere pravice in z izkupičkom kril dolgove, ki so bili nastali pri sporih s koroškimi grofi. Leta 1253 se je za določeno vsoto denarja škof Volrih De Portis odpovedal vsaki pravici do sojenja in do volitve mestnih sodnikov ter dohodkom, ki jih je do tedaj prejemal od kmetov; celo kovanju svojega denarja se je odpovedal. Tako je postopoma prešla oblast od škofa na mestno upravo. Dokončno se je uradno odpovedal vsaki politični oblasti škof Brissa De Toppo leta 1295, za dvesto srebrnikov. 

### Škofje
Kakor je razvidno iz spodnjega seznama, poznamo za večino škofov, ki so se vrstili na kapitolu Svetega Justa v Trstu, le ime, iz česar se da sklepati, da niso veliko pripomogli k razvoju mesta in blaginji prebivalstva. Sicer moramo upoštevati, da so sprva morali uveljaviti oblast nad sosedi, pozneje pa je dvestoletna vojna z Benečani zahtevala vso pozornost gosposke, medtem ko je moralo prebivalstvo skrbeti za golo preživetje. Zato moramo dobo škofovske oblasti razumeti kot utrjevanje mestne samozavesti in zasnutek prepričanja Tržačanov o pravici do neodvisnosti.
Pročelje bazilike Svetega Justa v Trstu je okrašeno z raznimi ostanki iz rimske dobe in s tremi bronastimi doprsnimi kipi iz leta 1862. Te kipe je izdelal Albert Brestyanszky v delavnici, ki jo je takrat sloveči tržaški kipar Giuseppe Capolino imel v mestu. Postavljeni so na tri kamnite podstavke, ki so ostanki starih rimskih polic. Škofje, ki se jih je mestna uprava hotela na ta način spomniti, so Enea Silvio Piccolomini, poznejši papež Pij II., Rinaldo Scarlicchio, ki je odkril relikvije svetega Justa, in Andrea Rapicio, humanist iz šestnajstega stoletja. V zvezi s prezidavo katedrale se omenja škof Rodolfo Pedrazzani da Robecco. Omembe vredni so pa tudi nekateri drugi škofje, na primer Nicolo' de Coret, Pietro Bonomo, Antonio Marenzi in drugi. 

### Tržaško-Koprska škofija
Koprska škofija je bila ustanovljena v 6. stoletju kot sufraganska škofija Oglejskega patriarhata. 
V Koprski škofiji med letoma 1810 in 1828 ni prišlo do imenovanja koprskih škofov (sedisvakanca), dne 30. junija 1828 pa je papež Leon XII. z bulo Locum beati Petri koprsko škofijo pridružil tržaški, kar je z bulo In supereminenti kot »aeque principaliter« dne 27. avgusta 1830 potrdil tudi papež Leon XII. 
Združena Tržaško-Koprska škofija je vsaj na papirju obstajala vse do leta 1977, vendar sta v resnici zaradi sprememb državnih meja po drugi svetovni vojni škofiji delovali ločeno že nekaj desetletij. Nazadnje je bilo ozemlje tržaško-koprske škofije enotno, ko je škofova oblast obsegala teritorij Svobodnega tržaškega ozemlja, ki je bil sicer manjši od uradnih meja škofije.
Tržaško-Koprska škofija je obstajala ves čas italijanske zasedbe Primorske in Istre po prvi svetovni vojni ter tudi po kapitulaciji Kraljevine Italije 9. septembra 1943 ter po koncu druge svetovne vojne, ko je bilo, zaradi sporov po podpisu mirovne pogodbe z Italijo leta 1947 na območju Tržaško-Koprske škofije in Poreško-Puljske škofije oblikovano, vendar nikoli uresničeno Svobodno tržaško ozemlje.
To je bilo ukinjeno in razdeljeno po podpisu Londonskega memoranduma 5. oktobra 1954, s katerim je bila določena tudi meddržavna meja med Italijo in Jugoslavijo.
Za jugoslovanski (slovenski) del ozemlja poprej enotne škofije so bile s strani Svetega sedeža vzpostavljene začasne apostolske administracije, ki so upravljale tudi slovenski del Goriške škofije, slovenski del Tržaško-Koprske škofije in slovenski del Reške škofije, ter so se leta 1964 združile v enotno apostolsko administracijo za Slovensko Primorje.  
Franca Močnika, župnika v Solkanu, je tako Sveti sedež imenoval za apostolskega administratorja dela Tržaško-Koprske škofije v Sloveniji. Po izgonu ga je 25. novembra 1947 nasledil poreško-puljski škof Dragutin Nežić, ki je administraturo vodil iz Pazina. Leta 1951 je ljubljanski škof msgr. Anton Vovk prevzel upravo župnij izven Svobodnega tržaškega ozemlja, leta 1954 pa še vse druge župnije v okolici Kopra.
Za njim je apostolski upravitelj slovenskega dela Tržaško-Koprske škofije leta 1955 postal dr. Mihael Toroš,  ki ga je nasledil njegov namestnik, tomajski župnik in dekan Albin Kjuder, dokler ni Sveti sedež 17. julija 1964 dr. Janeza Jenka, apostolskega administratorja slovenskega dela Goriške škofije, imenoval še za administratorja župnij Tržaško-Koprske škofije v Sloveniji, hkrati pa je bil imenovan tudi za (naslovnega) škofa ter je bil posvečen  6. septembra 1964 v Logu pri Vipavi. Sedež administrature, ki jo je sprejel v upravo 1. septembra 1964, je po naročilu iz Vatikana prenesel v Koper.

## Škofija Koper
Dne 17. oktobra 1977 je papež Pavel VI. z bulo Prioribus saeculi (V prvih letih) apostolsko administraturo za Slovensko Primorje ukinil ter obnovil staro koprsko škofijo, na celotnem ozemlju dotedanje administrature, ter jo pridružil slovenski (ljubljanski) cerkveni pokrajini kot sufragansko škofijo Ljubljanske nadškofije.